# La forma de la espada
«La forma de la espada» es un relato del escritor argentino Jorge Luis Borges, que fue publicado por primera vez en La Nación en julio de 1942, y más tarde formó parte de Ficciones, colección de cuentos publicada en 1944. Cuenta la historia de una cicatriz en la cara de un hombre y se contextualiza en dos momentos históricos: el casi contemporáneo a la publicación de la obra y el de la guerra de independencia de Irlanda en 1922.